# دانشگاه متروپولیتن لندن
دانشگاه متروپولیتن لندن (به انگلیسی: London Metropolitan University) که معمولاً با نام لندن مِت شناخته می‌شود، یک دانشگاه تحقیقاتی دولتی در لندن، انگلستان است. این دانشگاه از ادغام دانشگاه شمال لندن و دانشگاه گیلدهال لندن در سال ۲۰۰۲ تأسیس شد. ریشه‌های این دانشگاه به سال ۱۸۴۸ باز می‌گردد.

## تاریخچه
دانشگاه متروپلیتن در اوت ۲۰۰۲ از ادغام دو دانشگاه قدیمی لندن به نام‌های گیلدهال و دانشگاه شمال لندن تشکیل شد.

## نگارخانه

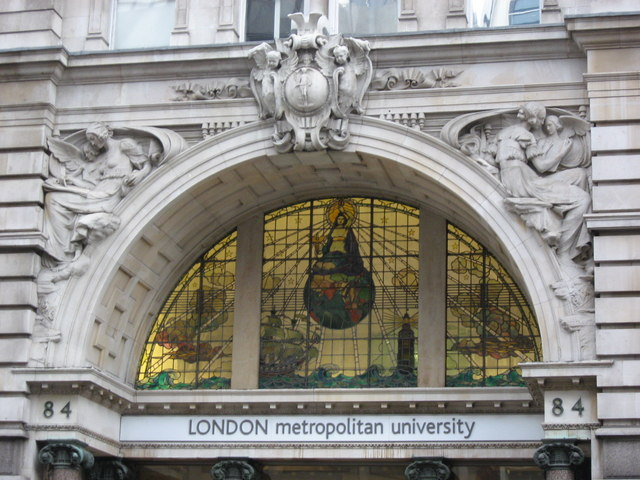
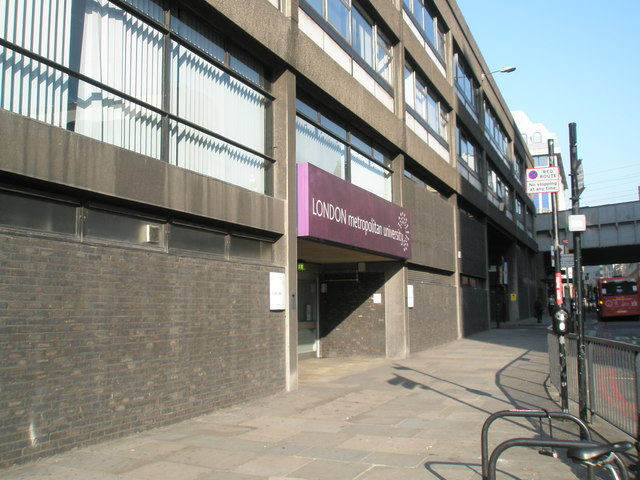